# خاویر (نام کوچک)
خاویر ممکن است به یکی از موارد زیر اشاره داشته باشد:
- خاویر نایدو
- خاویر ساموئل
- خاویر فلورنسیو
- خاویر مارگایراز